# 濠州
濠州，中国古代的州。
隋朝开皇二年（582年）改西楚州置，治所在钟离县（今安徽省凤阳县东北）。因濠水得名。大业初年，改为钟离郡。唐朝武德、乾元年间，复改濠州，辖境相当今安徽省蚌埠、定远、凤阳、明光等市县地。元朝至元十五年（1278年）升为临濠府，二十八年复为濠州，属安丰路。元末郭子兴、朱元璋起义于此。朱元璋吴元年（1367年）升为临濠府。 
| 隋代行政区划变遷 | 隋代行政区划变遷 | 隋代行政区划变遷 | 隋代行政区划变遷 | 隋代行政区划变遷 | 隋代行政区划变遷 | 隋代行政区划变遷            |
| 区划             | 開皇元年         | 開皇元年         | 開皇元年         | 開皇元年         | 区划             | 大業3年                     |
| ---------------- | ---------------- | ---------------- | ---------------- | ---------------- | ---------------- | --------------------------- |
| 州               | 濠州             | 濠州             | 濠州             | 濠州             | 郡               | 鍾離郡                      |
| 郡               | 鍾離郡           | 广安郡           | 济阴郡           | 荆山郡           | 县               | 钟离县 定远县 化明县 涂山县 |
| 县               | 钟离县           | 定遠县           | 昭義县           | 馬頭县           | 县               | 钟离县 定远县 化明县 涂山县 |

| 唐朝濠州辖县 | 唐朝濠州辖县                                               |
| ------------ | ---------------------------------------------------------- |
| 618年        | 钟离县、临濠县、涂山县（化明县改属化州）                   |
| 619年        | 钟离县、临濠县、涂山县                                     |
| 620年        | 钟离县、临濠县（改名定远县）、涂山县（新设济阴县、睢陵县） |
| 621年        | 钟离县、定远县、涂山县、济阴县（废除睢陵县）               |
| 624年        | 钟离县、定远县（招义县来属，废除涂山县、济阴县）           |
| 742年        | 钟离县、定远县、招义县                                     |

## 刺史
| 唐朝濠州刺史 - 武元爽（660年—666年） - 封泰（乾封、总章年间） - 李子碓（682年） - 吴扬吾（709年之前） - 员半千（唐中宗时） - 郑慈明（开元初年） - 卢某（开元年间） - 颜元孙（722年） - 齐澣（733年） - 王弼（735年—736年） - 高利（开元年间） - 钟离郡太守 | - 张休（758年） - 张万福（768年） - 独孤及（768年—770年） - 卢沇（771年） - 韦某（大历年间） - 诸葛澄（大历年间） - 张镒（775年—777年） - 樊系（大历末年） - 张万福（781年—784年） - 许孟容（790年） - 孙公器（791年—792年） - 李敷（794年） - 杜兼（800年） - 李逊（贞元末年） | - 崔清（806年） - 韦乾度（812年） - 李丹（元和年间） - 张宿（817年，未任） - 侯弘度（822年） - 史备（822年） - 姚长孺（长庆年间） - 陈岵（826年） - 刘茂复（832年） - 李群（837年—？） - 李从简（开成年间） - 田某（唐文宗时） - 李文举（853年—856年） - 侯固（857年） - 刘彦谋（858年—859年） - 郑允谟（咸通前期） | - 卢望回（868年） - 刘行及（868年） - 秦匡谟（869年） - 吴迥（869年） - 刘昉（870年） - 崔锴（乾符年间） - 魏勋（888年） - 张璲（892年—895年） - 赵珝（898年） - 刘金（天复年间—905年） - 刘仁规（905年） |